# Саургачи (деревня)
Саургачи (сибирскотат. 
Сауырғац) — деревня в Усть-Ишимском районе Омской области России. Входит в состав Загваздинского сельского поселения. Население 429 чел. (2010) .

## История
По переписи 1897 года проживало 371 человек, из них проживало 370 татар и 0 бухарцев.
В 1928 году состояла из 90 хозяйств, основное население — бухарцы. В составе Большетебендинского сельсовета Усть-Ишимского района Тарского округа Сибирского края.
В соответствии с Законом Омской области от 30 июля 2004 года № 548-ОЗ «О границах и статусе муниципальных образований Омской области» деревня вошла в состав образованного муниципального образования «Загваздинское сельское поселение».

## География
Саургачи находится на северо-западе части региона, в пределах Ишимской равнины, являющейся частью Западно-Сибирской равнины, у р. Иртыш и озера Аиколь.
Абсолютная высота — 58 м над уровнем моря.

## Население
| 1926 | 2010 |
| ---- | ---- |
| 419  | ↗429 |

Гендерный состав
По данным Всероссийской переписи населения 2010 года в гендерной структуре населения из 429 человек мужчин — 218, женщин — 211 (50,8	и 49,2 % соответственно).
Национальный состав
В 1928 году основное население — бухарцы.
Согласно результатам переписи 2002 года, в национальной структуре населения татары составляли 95 % от общей численности населения в 404 чел..

## Инфраструктура
Личное подсобное хозяйство.
В 1928 году состояла из 90 хозяйств.

## Транспорт
Автомобильный и водный транспорт.
Проходит автодорога «Вагай — Усть-Ишим».